# Љубав, вера, нада (политички покрет)
Љубав, вера, нада (ЉВН) је десничарски национално конзервативни политички покрет у Србији. Покрет су формирали у септембру 2020. године Немања Шаровић и Божидар Делић након што су заједно са значајним бројем чланова напустили Српску радикалну странку.

## Формирање
Немања Шаровић, дугогодишњи члан и потпредседник Српске радикалне странке, поднео је оставку у странци у јулу 2020. године убрзо након лошег резултата на парламентарним изборима 2020. године, позивајући се на темељна неслагања са Шешељем како у смеру странке, тако и у политичкој ситуацији у Србији. Касније је оптужио Шешеља да је недовољно критичан према влади Србије и Српској напредној странци.
У августу 2020. године, Шаровић је најавио да ће формирати нови политички покрет који ће покушати да се супротстави Српској напредној странци и свргне српског председника Александра Вучића. 22. септембра 2020. Шаровић је у Београду представио нови политички покрет под називом „Љубав, вера, нада“. Циљ покрета, како је најавио, није само „рушење актуелног режима“, већ пре свега „промена државног система“. Шаровић је изабран за председника покрета, а пензионисани генерал Божидар Делић за потпредседника.